# Jamada Jošio
Jamada Jošio je bio japanski filolog i gramatičar, rođen 10. maja 1873. godine, a umro je 20. novembra 1958. godine.
U mladosti je predavao u srednjim školama u različitim delovima Japana. Učestvovao je u radu Odbora za istraživanje narodnog jezika (jap. Kokugo Chosa Inkai). Predavao je na Tohoku univerzitetu u periodu od 1924. do 1933. godine.
Jamadin najveći doprinos proučavanju japanskog jezika su mnogi radovi iz polja gramatike zasnovani na japanskoj i evropskoj tradicionalnoj gramatici. Jamada je između 1902. i 1908. godine proširio i prepravio Gramatiku japanskog jezika u nekoliko radova: 
- Predavanja o gramatici japanskog jezika (1922),
- Osnove gramatike japanskog jezika (1931),
- Kratak pregled gramatike japanskog jezika (1936).

Jamadini ostali radovi uključuju proučavanje govornog japanskog jezika, proučavanje istorijskog razvoja japanske gramatike i proučavanje istorije lingvisitke u Japanu.
Jamadina Teorija gramatike je poznata kao Jamadina gramatika.

## Literatura
- Kondasha Encyclopedia of Japan (Tokyo, 1983)